# Mustapha Hadji
Mustapha Hadji, född 16 november 1971 i Ifrane Atlas Saghir, Marocko är en marockansk före detta fotbollsspelare. Hans yngre bror Youssouf Hadji är också fotbollsspelare. Han immigrerade som ung till Frankrike tillsammans med sin familj. Först bodde de i Saint-Étienne sedan Monceau, och slutligen Creutzwald.
Han började sin karriär i AS Nancy. 1990 blev han erbjuden en plats i Frankrikes ungdomslag, men han bestämde sig för att spela för Marocko. 1996 gick han till Sporting Lissabon och året efter till Deportivo de La Coruña. Efter en imponerande insats i VM 1998 blev han eftertraktad, särskilt efter att ha blivit utsedd till Årets fotbollsspelare i Afrika 1998. Året efter värvades han av Coventry City.
Hadji var en offensiv mittfältare. I Coventry blev han lagkamrat med Youssef Chippo, vilket startade en kort trend bland fansen att bära fezer under matcherna. När Coventry blev nedflyttade 2001 gick han över till Aston Villa. Efter att ha fått dåligt med matchtid blev han släppt på free transfer till Espanyol år 2004, där han stannade till juni samma år. I ett år spelade han för Al Ain FC i Förenade Arabemiraten innan han återvände till Europa för spel i 1. FC Saarbrücken i Tyskland. I augusti 2007 skrev han på för CS Fola Esch i Luxemburg. Hadji har även blivit vald som ambassadör av FIFA för att representera Afrika under VM 2010.